# Egon T. Degens

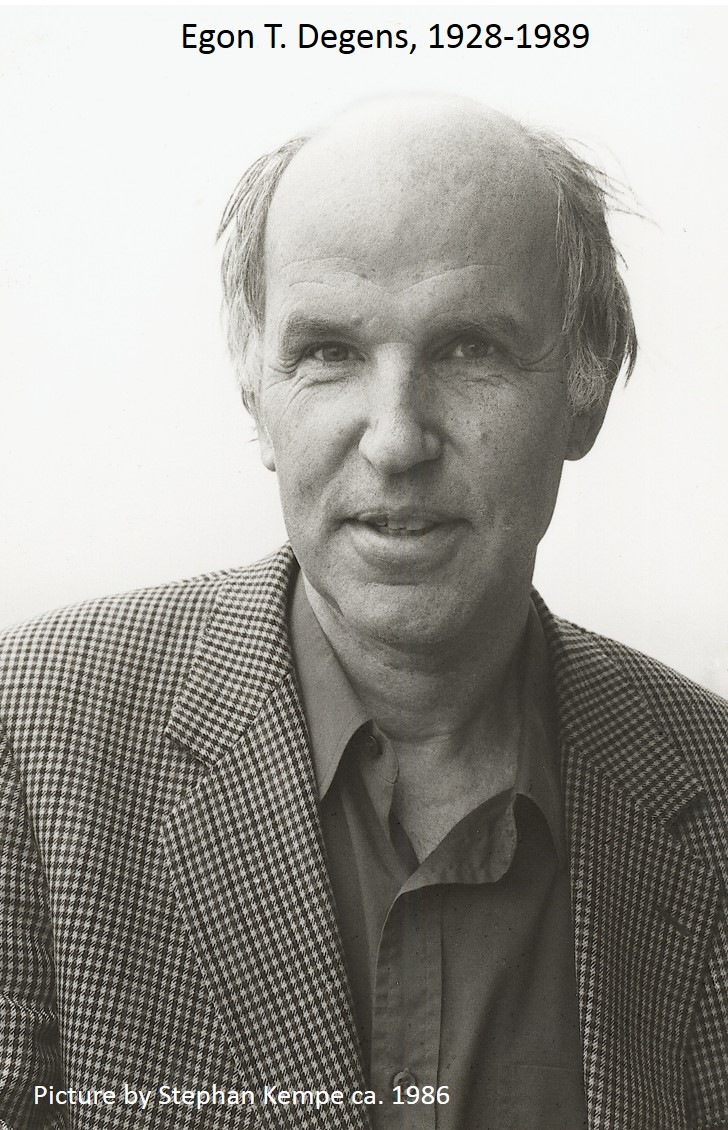
Egon T. Degens

Egon Theodor Degens (* 16. April 1928 in Inden; † 19. Februar 1989 in Hamburg) war ein deutscher Geologe. Er war einer der Pioniere der organischen Geochemie und Biogeochemie. Degens prägte nachhaltig das Verständnis globaler Stoffkreisläufe und war Leiter zahlreicher mariner und limnischer Expeditionen. Er lehrte sowohl in den USA wie in Deutschland und schrieb wichtige Lehrbücher der Geologie.

## Leben
Degens wurde am 16. April 1928 in Inden/Rheinland geboren. Sein Vater war Gerber. Degens studierte 1949 bis 1955 Geologie an der Universität Tübingen und der Universität Bonn, wo er 1955 promovierte.
1955 bis 1956 war er am Geologisch-Paläontologischen Institut in Bonn als wissenschaftlicher Assistent tätig und wechselte dann als Research Associate an die Pennsylvania State University (1956–57). Von Januar bis Juni 1958 hielt er sich mit einem Forschungsstipendium der DFG am California Institute of Technology auf. Ab August 1958 war er wissenschaftlicher Assistent an der Universität Würzburg, an der er im März 1959 habilitierte. Als Privatdozent baute er dort eines der ersten Laboratorien für organische Geochemie auf. Im September 1960 ging Degens an das California Institute of Technology und begann über stabile Isotope zu arbeiten und über die Zusammensetzung der organischen Substanz in Sedimenten. 1964 wurde er dort Associate Scientist und Professor. 1965 zog die Familie nach Falmouth in Massachusetts, einem Ruf als Full-Professor und Senior Scientist an das Woods Hole Oceanographic Institution (WHOI) folgend. Dort war Degens für die Durchführung einiger der bekanntesten multidisziplinären marinen Expeditionen verantwortlich, der Fahrten des US-Forschungsschiffes Atlantis II 1965 in das Rote und 1969 in das Schwarze Meer. Weitere Expeditionen organisierte Degens zum Tanganjikasee und 1971 und 1972 zum Kiwusee im Ostafrikanischen Graben.
1973 erhielt Degens den Ruf auf die Stelle des Institutsleiters am Geologisch-Paläontologischen Institut der Universität Hamburg. Dort etablierte er ein biogeochemisches Labor für die Untersuchung von Wasser und Sedimenten. Das erste größere Projekt war die multidisziplinäre Untersuchung der Hamburger Alster. Schon 1974 organisierte er eine weitere Expedition, diesmal zu dem letzten großen See der Erde, dessen Tiefe noch nicht bekannt war, dem Vansee in Ost-Anatolien. Dabei arbeiteten deutsche, Schweizer (von der ETH Zürich) und türkische Geologen (vom MTA, Ankara) zusammen. Eine weitere Unternehmung war das Fladengrund-Experiment (FLEX), die Nordsee betreffend.
Im März 1977 organisierte Degens die erste Kohlenstoffkreislauf-Tagung in Deutschland (21.–26. März 1977 in Ratzeburg) im Rahmen von SCOPE (Scientific Committee on Problems of the Environment), an der weltweit führende Biogeochemiker, Klimatologen und Global-Change-Forscher teilnahmen, u. a. der Schwede Bert Bolin. Die Tagung führte nicht nur zur ersten umfassenden Darstellung des globalen Kohlenstoffkreislaufes 1979 („The Global Carbon Cycle“, SCOPE Report 13), sondern 1977 auch zur Gründung der SCOPE/UNEP Carbon Unit an der Universität Hamburg. Sie beschäftigte sich vor allem mit dem globalen Kohlenstoffkreislauf und seinen anthropogenen Änderungen. 1980 initialisierte er die Untersuchung der großen Flüsse der Welt auf ihren Kohlenstoff- und Mineraltransport (SCOPE/UNEP Project on Transport of Carbon and Minerals in Major World Rivers, Projektleitung Stephan Kempe). Das Projekt lief bis 1990, veranstaltete jährliche Tagungen der Teilnehmer an wechselnden Orten (u. a. in Ägypten, Venezuela, Alaska, Russland und China) und die Ergebnisse wurden in acht Bänden der Mitteilungen des Geologisch-Paläontologischen Institutes veröffentlicht. Abschließend erschien (1991) ein weiterer SCOPE-Report (Nr. 42) „Biogeochemistry of Major World Rivers“, das erste Lehrbuch zu diesem Thema.
1981 verbrachte Degens mit der Familie sechs Monate an der Universität Tianjin, China, als „Visiting Professor“. Die Academia Sinica ernannte ihn zum „Honorary Professor“.
Degens stärkte vor allem die Zusammenarbeit mit türkischen Kollegen und half u. a. bei der Anschaffung des türkischen Forschungsschiffes „Piri Reis“. Das führte zu gemeinsamen Projekten mit der Dokuz Eylül Üniversitesi, Izmir, und dem Geologen Erol Izdar, der mit Degens in Würzburg studiert hatte, wie der Untersuchung des Marmarameeres (Projektleiter der Geologe How Kin Wong) und zu einer langjährigen Untersuchung des vertikalen Partikelflusses im Schwarzen Meer (Projektleiter der Geologe Stephan Kempe). Gleichzeitig nutzte Degens die Kontakte zum WHOI und zu seinem Freund Susumo Honjo, um Sedimentfallen-Untersuchungen im Pazifik und im Indischen Ozean durchführen zu lassen. Dabei wurden vor allem das deutsche Forschungsschiff „Sonne“ und das indische Forschungsschiff Sagar Kanya eingesetzt. Degens organisierte außerdem eine großangelegte Untersuchung der Biogeochemie und Stoffkreisläufe der Nordsee mit dem Hamburger Forschungsschiff Valdivia zwischen 1984 und 1988 (Projektleitung Stephan Kempe). Auf Einladung niederländischer Kollegen nahm Degens an der Snellius-II-Expedition in Indonesien teil. Dies führte zu einer eigenen Expedition nach Sumbawa zur Untersuchung der Salehbucht und der Ablagerungen der Tambora-Eruption von 1815 mit dem Forschungsschiff Sonne 1986.
Seine Aktivitäten führten zur Gründung des Institutes für Biogeochemie und Meereschemie, in dem Teile des Geologisch-Paläontologischen Institutes und des Institutes für Chemie integriert wurden. Das Institut ist heute Bestandteil des Hamburger Forschungszentrums für Meeres- und Klimaforschung.
Seinen letzten Geburtstag (16. April 1988) erlebte Degens auf dem US-amerikanischen Forschungsschiff „Knorr“ mit Kollegen und Freunden. Die Knorr war auf dem Weg ins Schwarze Meer, um die Arbeiten von Degens und Kollegen fortzusetzen, die 1966 begonnen wurden. Seine letzte Reise führte Degens im September 1988 zum Baikalsee in Sibirien, um eine deutsch-russische Expedition zu organisieren, die 1989 Sedimentfallen im See aussetzte.
Degens letztes Lehrbuch, „Perspectives on Biogeochemistry“, erschien erst 1989, postum; an ihm arbeitete er über zehn Jahre. Es präsentiert den Blick auf die geologische Geschichte mit der Brille der Biogeochemie. Seine Mitarbeiter widmeten ihm eine Festschrift zum 60. Geburtstag, den er nicht mehr erleben durfte: „Facets of Modern Biogeochemistry“, erschienen 1990.
Degens war verheiratet und hatte drei Kinder. Er starb am 19. Februar 1989 in Hamburg.

## Leistungen
Degens war ein Mitbegründer der geologischen Fachrichtungen Organische Geochemie und Biogeochemie. Er schrieb und co-editierte 26 Bücher und veröffentlichte ca. 300 Aufsätze, viele davon in den führenden naturwissenschaftlichen Zeitschriften.
Das erste und heute noch verwendete Lehrbuch von Degens entstand während seines Aufenthaltes in Kalifornien: „Geochemistry of Sediments“ (Prentice Hall, 1965), erschien auch auf Deutsch („Geochemie der Sedimente“, Übersetzung Wolfgang E. Krumbein), und auf Russisch und Chinesisch. Es behandelt als erstes Lehrbuch die organische Substanz als integralen Bestandteil von Sedimenten. Während der Atlantis-II-Fahrten wurden im Roten Meer unter Führung von Degens die ersten hydrothermalen Erzschlämme entdeckt, und im Schwarzen Meer wurde zum ersten Mal ein mariner anaerober Wasserkörper multidisziplinär untersucht. Die wissenschaftlichen Ergebnisse dieser Expeditionen wurden in zwei vielbeachteten Büchern zusammengefasst, mitherausgegeben von Degens: „Hot Brines and Recent Heavy Metal Deposits in the Red Sea“ (1969) und „The Black Sea – Geology, Chemistry and Biology“. Im Kiwusee entdeckten Degens und seine Kollegen außerdem dessen hydrothermale Aktivität und die dort gelösten riesigen Gasvorkommen. Die Untersuchungen an den Sedimenten des Schwarzen Meeres führten zur Entdeckung des größten Uranvorkommens der Welt (das allerdings nicht abbauwürdig ist). Degens veröffentlichte auch die erste Warven-Zählung des Schwarzen Meeres. Die Vansee-Expedition von 1974 führte ebenfalls zu bedeutenden Entdeckungen, u. a. zur Bergung der längsten durchgehenden Warvenchronologie, die bis dahin bekannt war.

## Ehrungen
Egon T. Degens wurde am 25. Mai 1988, anlässlich des Kolloquiums „Flüsse - ein Bindeglied zwischen den Völkern“, die Emanuel Borřický Medaille der Prager Karls-Universität verliehen. Die Karls Universität ist die Schwester-Universität der Universität Hamburg.

## Veröffentlichungen (Bücher)
- Egon T. Degens: Geochemistry of Sediments. Prentice Hall, 1965.
- Egon T. Degens and Johann Matheja: Molecular Mechanisms on Interactions between Oxygen Co-ordinated Metal Polyhedra and Biochemical Compounds. Woods Hole Oceanographic Institution WHOI-67-57, 4 Parts, 61+31+76+7 pp., icl. Figures and Tables, 1967.
- Egon T. Degens: Geochemie der Sedimente. Ferdinand Enke Verlag, Stuttgart 1968.
- Egon T. Degens und David A. Ross (Hrsg.): Hot Brines and Recent Heavy Metal Deposits in the Red Sea. Springer-Verlag, New York 1969.
- Johann Matheja und Egon T. Degens: Structural Molecular Biology of Phosphates. Gustav Fischer Verlag, Stuttgart 1971.
- Kenneth Mopper und Egon T. Degens: Aspects of Biogeochemistry of Carbohydrates and Proteins in Aquatic Environments. Woods Hole Oceanographic Institution WHOI-72-68, 105pp., 38 Figures and 77 Tables, 1972.
- Robert E. Hecky und Egon T. Degens: Late Pleistocene Chemical Stratigraphy and Paleolimnology of the Rift Valley Lakes of Central Afrika. Woods Hole Oceanographic Institution WHOI-73-28 93pp., 25 Figures and 6 Tables, 1973.
- Egon T. Degens und G. Kulbicki: Data File on Metal Distribution in East African Sediments. Woods Hole Oceanographic Institution WHOI-73-15, 280pp, 1973.
- Egon T. Degens und David A. Ross (Hrsg.): The Black Sea – Geology, Chemistry and Biology. Amer. Assoc. Petrol. Geol. Mem. 20, 1974.
- Egon T. Degens und F. Kurtman (Hrsg.): Geology of Lake Van, MTA Press, Ankara, 1978.
- Egon T. Degens, Bert Bolin, Stephan Kempe und Pieter Ketner (Hrsg.): The Global Carbon Cycle, SCOPE Report 13. John Wiley & Sons, Chichester 1979.
- Egon T. Degens, Jürgen Timm und How Kin Wong (Hrsg.): Rheinisches Schiefergebirge: Ebbe-Antiklinorium. Fazies, Stratigraphie, Tektonik. Mitteilungen aus dem Geologisch-Paläontologischen Institut der Universität Hamburg, Band 50, 1980.
- Egon T. Degens (Hrsg.): Transport of Carbon and Minerals in Major World Rivers, Part 1. Mitteilungen aus dem Geologisch-Paläontologischen Institutes der Universität Hamburg, 1982.
- Egon T. Degens, Stephan Kempe und Hassan Soliman (Hrsg.): Transport of Carbon and Minerals in Major World Rivers, Part 2.  Mitteilungen aus dem Geologisch-Paläontologischen Institutes der Universität Hamburg, Band 55, SOPE/UNEP Sonderband, 1983.
- Egon T. Degens, Gero Hillmer und Christian Spaeth (Hrsg.): Exkursionsführer, Erdgeschichte des Nordsee- und Ostseeraumes. Mitteilungen aus dem Geologisch-Paläontologischen Institutes der Universität Hamburg, 1984.
- Egon T. Degens et al. (Hrsg.) Ein Nord-Süd Profil : Zentraleuropa - Mittelmeerraum - Afrika. Mitteilungen aus dem Geologisch-Paläontologischen Institut Hamburg, Band 56, Festband Georg Knetsch, 1984.
- Egon T. Degens, Stephan Kempe und Rafael Herrera (Hrsg.): Transport of Carbon and Minerals in Major World Rivers, Part 3. Mitteilungen aus dem Geologisch-Paläontologischen Institutes der Universität Hamburg, Band 58, SCOPE/UNEP Sonderband, 1985.
- Egon T. Degens, Philip A. Meyers und Simon C. Brassell (Hrsg.): Biogeochemistry of Black Shales. Mitteilungen aus dem Geologisch-Paläontologischen Institutes der Universität Hamburg, Band 60, SCOPE/UNEP Sonderband, 1986.
- Egon T. Degens, Erol Izdar und Susumu Honjo (Hrsg.): Particle Flux in the Ocean. Mitteilungen aus dem Geologisch-Paläontologischen Institut der Universität Hamburg, Band 62, SCOPE/UNEP Sonderband, 1987.
- Egon T. Degens, Stephan Kempe und Gan Weibin (Hrsg.): Transport of Carbon and Minerals in Major World Rivers, Part 4. Mitteilungen aus dem Geologisch-Paläontologischen Institutes der Universität Hamburg, Band 64, SCOPE/UNEP Sonderband, 1987.
- Egon T. Degens, Stephan Kempe und S. Naidu (Hrsg.): Transport of Carbon and Minerals in Major World Rivers, Part 5. Mitteilungen aus dem Geologisch-Paläontologischen Institutes der Universität Hamburg, Band 66, SCOPE/UNEP Sonderband, 1988.
- Egon T. Degens: Perspectives on Biogeochemistry. Springer-Verlag, Berlin, Heidelberg, New York, London, Paris, Tokyo 1989
- Egon T. Degens, Stephan Kempe und Jeffrey E. Richey (Hrsg.): Biogeochemistry of Major World Rivers, SCOPE Report 42. John Wiley & Sons, Chichester 1991
- Egon T. Degens, Stephan Kempe, A. Lein und Y. Sorokin (Hrsg.): Interactions of Biogeochemical Cycles in Aqueous Systems, Part 7. Mitteilungen aus dem Geologisch-Paläontologischen Institutes der Universität Hamburg, Band 72, SCOPE/UNEP Sonderband, 1992.
- Egon T. Degens, How Kin Wong und M.T. Zen (Hrsg.): The Sea off Mount Tambora. Mitteilungen aus dem Geologisch-Paläontologischen Institutes der Universität Hamburg, Band 70, 1992.
- Stephan Kempe, S. D. Eisma und Egon T. Degens (Hrsg.): Transport of Carbon and Minerals in Rivers, Lakes, Estuaries and Coastal Seas, Part 6. Mitteilungen aus dem Geologisch-Paläontologischen Institutes der Universität Hamburg, Band 74, SCOPE/UNEP Sonderband, 1993.

## Veröffentlichungen (Aufsätze)
- Egon T. Degens, G.V. Chilingar und W.D. Pierce: On the origin of petroleum inside freshwater carbonate concretions of Miocene age. Adv. Org. Geochem. Proc. Intern. Meet. Milan 1962: 1–16, 1962.
- Egon T. Degens: Diagenesis of organic matter. In: Larsen, G. & Chilingar, G.V. (eds.) Diagenesis in Sediments, Developments in Sedimentology, Vol. 8: 343–390, Elsevier, Amsterdam etc., 1967.
- Egon T. Degens, D.W. Spencer und R.H. Parker: Paleobiochemistry of molluscan shell proteins. Comp. Biochem. Physiol., Vol. 20: 553–579, 1967.
- Egon T. Degens, D.W. Spencer, M.T. Ghiselin und R.H. Parker: A phylogenetic survey of molluscan shell matrix proteins. Museum of Comparative Zoology, Vol. 262, Cambridge, 1967.
- Egon T. Degens: Biogeochemistry of stable carbon isotopes. In: Eglington, G. und Murphy, M.T.J. (eds) Organic Geochemistry: 304–329, Springer Berlin, 1969.
- Egon T. Degens, W.G. Deuser and R.L. Haerick: Molecular structure and composition of fish otolithes. Marine Biology Vol 2(2):105–113, 1969.
- Egon T. Degens: Molecular nature of nitrogenous compounds in sea water and ercent marine sediments. In: D.W. Hood (ed) Organic Matter in Natural Waters, Inst. of Mar. Sci. Univ. of Alaska, Occ. Publ. Vol. 1: 77–106, 1970.
- Egon T. Degens and David A. Ross: Oceanographic expedition in the Black Sea. Die Naturwissenschaften, Vol. 57: 349–353.
- David A. Ross, Egon T. Degens and J. MacIlvaine:`Black Sea: recent sedimentary history. Nature, Vol. 170: 163–165, 1970.
- Egon T. Degens und David A. Ross: The Red Sea hot brines. Scientific American, Vol. 222, Issue 4, 1970.
- Egon T. Degens, R.P. von Herzen, und How-Kin Wong: Lake Tanganyika: water chemistry, sedimentes, geological structure. Naturwissenschaften, Vol. 58: 229–240, 1971.
- Egon T. Degens: Sedimentological history of the Black Sea over the last 25,000 yeras. In: Geology and History of Turkey A. S. Campell (ed.), Tripoli, 407–429, 1971.
- Egon T. Degens and David A. Ross: Chronology of the Black Sea over the last 25,000 years. Chemical Geology, Vol. 10: 1–16, 1972.
- Egon T. Degens: Accounting for the salts in the sea. Nature, Vol. 243: 504–507, 1973.
- Egon T. Degens, R.P. von Herzen und Holger W. Jannasch: Lake Kivu: Structure, chemistry and biology of an East African rift lake. Geologische Rundschau, Vol. 62: 245–277, 1973.
- Egon T. Degens: Klima-Kalender im ewigen Eis. Die Welt 191, 19. August 1974.
- David A. Ross and Egon T. Degens: Recent Sediments of the Black Sea. In: Egon T. Degens and David A. Ross (eds.) The Black Sea - Geology, Chemistry and Biology, Amer. Assoc. Petrol. Mem. 20: 183–199, 1974.
- Egon T. Degens und Kenneth Mopper: Early diagenesis of organic waste in marine soils. Soil Science, Vol. 119(1):65–72, 1975.
- Egon T. Degens: Molecular mechanisms on carbonate, phosphate and silica deposition in the living cell. Topics in Current Chemistry, Vol. 64: 1–112; Springer, Berlin, Heidelberg, New York, 1976.
- Egon T. Degens und Peter Stoffers: Stratified water as a key to the past. Nature, Vol. 263: 22–26, 1976.
- Egon T. Degens, Francis Khoo und Walter Michaelis: Uranium anomaly in Black Sea sediments. Nature, Vol. 269, No. 5629: 566–569, 1977.
- Stephan Kempe und Egon T. Degens: Van See: Der größte Soda-See der Welt. Umschau Vol. 77(14): 478–481, 1977.
- Egon T. Degens: Als das Leben begann. Bild der Wissenschaft Vol. 10: 106–120, 1977.
- Egon T. Degens und Peter Stoffers: Phase boundaries, an instrument for metal concentration in geological systems. In: Klemm, D.D. und Schneider, H.J. (eds) Time- and Strata-Bound Ore Deposits. Springer; 24–45, 1977.
- Egon T. Degens, How-Kin Wong, F. Kurtman and Peter Finckh: General development of Lake Van: Summary. In: E.T.Degens & F. Kurtman (eds.) Geology of Lake Van, Ankara MTA Press, 1978.
- Egon T. Degens and Antonin Paluska: Tectonic and climatic pulses recorded in Quaternary sediments of the Caspian-Black Sea region. 10th Intern. Congr. Sedimentology, Jerusalem July 9-14., 5 pp., 1978.
- Peter Stoffers, Egon T. Degens und Egis T. Trimonis: Stratigraphy and suggested ages of Black Sea sediments cored during leg 42b. In: D.A. Ross et al. (eds) Init. Rep. Deep Sea Drilling Proj. Vol. XLII (2): 483–487; Washington, 1978.
- Egon T. Degens, Peter Stoffers, S. Golubic and M.D. Dickman: Varve chronology: Estimated rates of sedimentation in the Blak Sea deep basin. In: D.A. Ross et al. (eds) Init. Rep. Deep Sea Drilling Proj. Vol. XLII (2): 499–508; Washington, 1978.
- W.G. Deuser, Egon T. Degens and Peter Stoffers: O18 and C13 contents of carbonates from Deep Sea Drilling sites in the Black Sea. In: D.A. Ross et al. (eds) Init. Rep. Deep Sea Drilling Proj. Vol. XLII (2): 617–623; Washington, 1978.
- Kenneth Mopper, Walter Michaelis, Curado Garrasi and Egon T. Degens: Sugars, amino acids and hydrocarbons in Black Sea sediment from DSDP leg 42b cores. D.A. Ross et al. (eds) Init. Rep. Deep Sea Drilling Proj. Vol. XLII (2): 697–705; Washington, 1978.
- Egon T. Degens, Walter Michaelis, Curado Garrasi, Kenneth Mopper, Stephan Kempe, und Venu A. Ittekkot; Warven-Chronologie und frühdiagenetische Umsetzungen organischer Substanzen holozäner Sedimente des Schwarzen Meeres. Meues Jahrbuch Geologisch-Paläontologische Monatshefte, Vol. 5: 65–86, 1978.
- Egon T. Degens und Stephan Kempe: Wird die Erde zum Treibhaus? Bild der Wissenschaft, Jg. 16, Heft 8: 52–58, 1979.
- Egon T. Degens and Kenneth Mopper: Early diagenesis of sugars and amino acids in sediments. In: A.G. Chingar and G.V: Chingar (eds) Diagenesis of Sedimentes and Sedimentary Rocks: 143–205, Elsevier, Amsterdam, 1979.
- Egon T. Degens und A. Paluska: Tectonic and climatic pulses recorded Quaternary sediments of the Caspian-Black Sea region. Sedimentary Geology, Vol. 23: 149–163, 1979.
- Antonin Paluska and Egon T. Degens: Climatic and tectonic events controlling the Quaternary in the Black Sea region. Geologische Rundschau, Vol. 68: 284–301, 1979.
- Egon T. Degens, G.v. Bronsart, How-Kin Wong, F. Khoo, und M.D. Dickman: Environmental parameters responsible for the fixation of uraniom in recent sediments; test region  Bow Lake, Ontario, Canada. - Manuscript 60pp, 1979.
- Egon T. Degens und Peter Stoffers: Environmental events recorded in Quaternary sediments of the Black Sea. Vortrag Black Shale Symposium: Geol. Soc. of London, May 2, 21 pp., 1979.
- Egon T. Degens, Walter Michaelis and Antonin Paluska: Principles of petroleum source bed formation. In: D. Merrick (ed) Energy Resources, J. Wiley & Sons, Chichester, 1980.
- Egon T. Degens and Peter Stoffers: Environmental events recorded in Quaternary sediments of the Black Sea. Journal of the Geological Society Vol. 137: 131–138, 1980.
- Egon T. Degens, Walter Michaelis, Currado Garrasi, Kenneth Mopper, Stephan Kempe und Venu Ittekkot: Warven-Chronologie und frühdiagenetische Umsetzungen organischer Substanzen holozäner Sedimente des Schwarzen Meeres. Neues Jahrbuch Geol. Paläont. Mh., Vol. 1980/2: 65–86, 1980.
- Stephan Kempe und Egon T. Degens: An early soda ocean? Chemical Geology, Vol. 53: 95–108, 1985.
- Egon T. Degens, How Kin Wong, and Martin G. Wiesner:  The Black Sea Region: Sedimentary facies, tectonics and oil potential. Mitt. Geol.-Paläontol. Inst., Univ. Hamburg, Vol. 60: 127–149, 1986.
- Martin G. Wiesner, How-Kin Wong und Egon T. Degens: Provenance and diagenesis of organic matter in Late Cretaceous and Tertiary sediments from the southern Black Sea margin. Geologische Rundschau Bd. 78: 793–806, 1989.
- Bernward Hay, Susumu Honjo, Stephan Kempe, Venu Ittekkot, Egon T. Degens, Tosun Konuk and Erol Izdar: Interannual variability in particle flux in the southwestern Black Sea. Deep-Sea Research 37/6: 911–928, 1990.